# كوندي إن بري
كوندي إن بري هي بلدة فرنسية تقع في إقليم أن في منطقة أوت دو فرانس شمال فرنسا.